# CJ理論

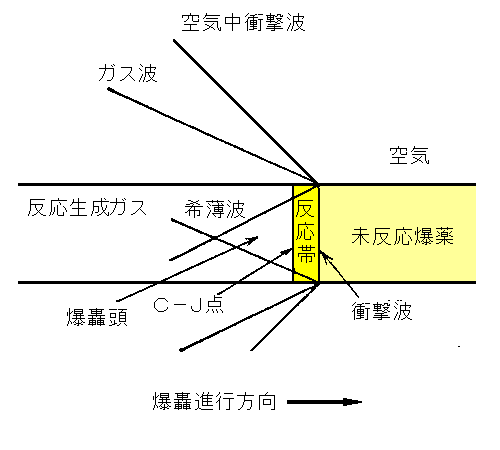
CJ理論

CJ理論（CJりろん、Chapman-Jouguet condition）とは、デヴィッド・レナード・チャップマン（David Leonard Chapman, 1869年–1958年）とジャック・ジュグエ（Jacques Charles Emile Jouguet, 1871年–1943年）が提唱した流体力学と熱力学に基づく一次元の定常爆轟波に関する理論である。チャップマンは1899年、ジュグエは1906年に論文を発表している。
現在でも爆薬の計算には広く用いられている最も一般的な爆轟理論である。
CJ理論では爆薬中を伝わる爆轟波の構造は図のようになっていると考えられている。爆薬の中に衝撃波が入射すると爆薬が反応を開始して衝撃波の背後に反応帯が出来る。この反応が一応、終わったとみなされる点がC-J点 (Chapman-Jouguet Point) である。衝撃波の先端からC-J点までの距離を反応帯の幅としている。
爆薬の爆轟により空気中にも衝撃波が投射される。そのため、爆発生成ガス中には逆に希薄波が発生し、希薄波の内部では圧力が低下するために反応が弱められる。爆薬中の衝撃波面と希薄波に囲まれた部分を爆轟頭という。